# Harvelkavölgy
Harvelkavölgy (más néven Harvelka) korábbi település Szlovákiában, annak Kiszuca tájegységében. 1985-ben szüntették meg egy víztározó építése miatt, területe jelenleg Újbeszterce község részét képezi.

## Fekvése
Újbesztercétől 5 kilométerre keletre, a Harvelka-patak partján feküdt.

## Története
Harvelka környékének betelepítése a 17. század során kezdődött, Óbeszterce területén. Az elszórt tanyák fokozatosan szerveződtek egységes településsé.
Harvelkán 1910-ben 568 szlovák katolikus lakos élt, Óbeszterce külterületeként.
A település csak 1952-ben nyerte el önállóságát, miután egyesítették Lótos község Oszelnyica nevű tanyájával.
Harvelkán a népszámlálások szerint 1950-ben 960, 1970-ben 775, 1980-ban már csak 494 lakos élt.
A település 1982-ben szűnt meg, amikor az újbesztercei víztározó létrehozása okán a közeli Veselény községhez hasonlóan kitelepítették.

## Érdekességek
Itt született Viliam Judák szlovákiai római katolikus püspök, egyháztörténész, pedagógus.

## Külső hivatkozások
- A település története